# Kerk van Nieuw-Buinen
De Protestantse kerk van Nieuw-Buinen is in 1853 in gebruik genomen. De kerk heeft de status van rijksmonument vanwege het in de kerk aanwezige eenklaviersorgel dat in 1879 door de gebroeders Van Oeckelen gebouwd is. Dit orgel werd in 1978 en 1979 gerestaureerd door Mense Ruiter. Bij de kerk bevindt zich een klokkenstoel uit 1853. In de klokkenstoel hangt een klok van A.H. van Bergen en Comp. met een diameter van 50 centimeter.